# بريك (فلم 2025)
بريك (بالألمانية: Brick) هو فيلم إثارة وخيال علمي ألماني صدر عام 2025، من إخراج وكتابة فيليب كوخ. الفيلم من بطولة ماتياس شفيغوفر، روبي أو في، فريدريك لاو، وسلبير لي ويليامز. تم عرضه لأول مرة على منصة نتفليكس في 10 يوليو 2025، بعد عرضه الأول في مهرجان ميونخ السينمائي في 2 يوليو 2025. تدور أحداث الفيلم حول زوجين يجدان نفسيهما محاصرين داخل مبنى سكني محاط بجدار غامض، مما يجبرهما على التعاون مع جيرانهما لكشف سر الجدار وإيجاد مخرج.

## القصة
تدور أحداث الفيلم حول "تيم" (ماتياس شفاينهوفر) و"أوليفيا" (روبي أو. في)، وهما زوجان يعيشان في مبنى سكني في هامبورغ، ألمانيا. علاقتهما تمر بأزمة، حيث تقرر أوليفيا مغادرة تيم. لكن في صباح أحد الأيام، يستيقظان ليجدا مبناهما محاطًا بجدار أسود غامض لا يمكن اختراقه، يقطع الاتصال بالعالم الخارجي ويمنع أي وسيلة للهروب. مع تصاعد التوتر، يضطران للتعاون مع جيرانهما، وهم مجموعة متنوعة من الشخصيات تشمل "مارفن" (فريدريك لاو) مدمن المخدرات وصديقته "آنا" (سلبير لي ويليامز)، و"يوري" (موراثان موسلو) الشرطي المتشكك الذي يؤمن بنظريات المؤامرة، وجد وإبنته الصغيرة (أكسل فيرنر وسيرا-آنا فال).مع مرور الوقت، يكتشف السكان أن الجدار ليس مجرد حاجز مادي، بل تقنية متقدمة طورتها شركة "إبسيلون نانودينس" كجزء من نظام دفاعي. تكشف الأحداث أن حريقًا غامضًا في الشركة تسبب في فقدان السيطرة على الجدار، مما أدى إلى حصار المبنى. تتصاعد الصراعات بين الشخصيات بينما يكافحون لفهم طبيعة الجدار والبحث عن مخرج، وسط توترات نفسية وصراعات داخلية، خاصة بين تيم وأوليفيا اللذين يواجهان ماضيهما المؤلم. 

## الإنتاج
تم تصوير الفيلم في براغ، جمهورية التشيك، بين يناير ومارس 2024. اختار المخرج فيليب كوخ مدينة براغ لتوفير جو بصري يعزز الإحساس بالعزلة والغموض. تم الاعتماد على تصميم إنتاجي بسيط ولكنه فعال لخلق شعور بالحصار داخل المبنى، مع التركيز على التوتر النفسي بين الشخصيات بدلاً من المؤثرات البصرية المعقدة.